# Портобело
Вижте пояснителната страница за други значения на Колон.
Портобело (Portobelo) — пристанищно селище в северна Панама, в провинция Колон, откъдето през XVII – XVIII век е тръгвал към Испания натовареният със съкровища „сребърен флот“. Самото название („красиво пристанище“) указва на удобството и дълбочината на залива.
Сега в селището живеят по-малко от 3000 жители.

## История
Градчето е основано през 1597 г от Франсиско Веларде. Както гласи легендата, редом с Портобело англичаните са погребали умрелият в морето Френсис Дрейк. На границата на XVI и XVII в. Портобело е бил основателно укрепен срещу нападения от англичаните. Добре се е запазил близкият форт Сан-Лоренсо.
Независимо от всички предпазни мерки, Портобело е примамвал английските пирати и моряци, които са мечтали за придобиване на плацдарм в Централна Америка:
- В 1668 г. на Портобело напада пиратът Морган. Неговите хора 14 дни грабят, насилват, измъчват и убиват местните жители.
- През 1727 – 29 гг. по време на англо-испанската война, англичаните без особен успех се опитват да блокират Портобело. За това време не е бил произведен нито един изтрел, а от 4750 английски моряка от 3 до 4 хил. падат жертва на тропически болести.
- През ноември 1739 година, по време на войната за ухото на Дженкинс, британският адмирал Едуард Вернан[2] обстрелва и завзема града. В чест на тази победа названието „Портобело“[3] е дадено на предградие на Единбург и на път в Лондон. Обаче доста скоро, след поражението под стените на Картахена, англичаните са принудени да отстъпят от испанските владения.

След реформирането на сребърния флот и распадането на Испанската колониална империя Портобело загубва своето бившо значение. През 1980 г. ЮНЕСКО признава развалините на прибрежните укрепления от колониалния период за паметник на Световното наследие.